# Jararacussú
El jararacussú (Bothrops jararacussu és una serp altament verinosa pit viper d'espècie endèmica d'Amèrica de Sud. És una de les serps més temudes d’Amèrica del Sud i pot arribar a créixer fins a 2,2 metres.

## Descripció i comportament
El jararacussú és un escurçó força gran; creix fins a 2,2 metres de longitud, amb un cos i un cap robusts i un comportament molt agressiu. El color del cos i del cap varia molt, el color de fons pot ser marró o groc quasi negre, el patró de les escates fosques i clares es constitueix en una sèrie d’arcs foscos, les taques es formen a la línia mitjana dorsal, que semblen una lletra x. Té ulls de mida mitjana, amb les pupil·les el·líptiques verticalment. Amb escates dorsals fortament quillades.
Tenen grans ullals amb 2,5 cm, i pot injectar molt de verí. Normalment s'alimenten d’amfibis i rosegadors. Són ovovivípars i donen a llum entre 16 i 20 cries en època de pluges. Principalment diürnes i nocturnes, generalment s'escalfen al sol del matí i s'aventuren a caçar a la nit.

## Abast geogràfic
Es troba a Amèrica del Sud a la costa brasilera (de Bahia a Santa Catarina), el Paraguai, sud-est de Bolívia i nord-est de l'Argentina (Província de Misiones). Es poden trobar al bosc atlàntic i al bosc semicaducifoli. També viuen en boscos perennes, boscos de pins a Paraná, a les zones pantanoses baixes i a la vora dels rius.

## Noms comuns
Al Brasil, Bothrops jararacussu es coneix amb molts noms comuns, entre els quals hi ha els següents: jararacuçu, jararacuçu-verdadeiro, patrona, surucucu, surucucu-dourada, surucucu-tapete, urutu- dourado i urutu-estrela. En altres llocs de l’Amèrica del Sud s'anomena Yarara-cussu, Yarara dorada, Yarara guasu, Yarara guazu, Painted Yope i Yoperojobobo.

## Verí
Com totes les altres espècies del gènere Bothrops, el jararacussú té un verí força potent, suficient per matar setze persones. El verí conté citotoxines, hemotoxines i miotoxines, segons un estudi fet amb 29 mossegades de jararacussú a l'estat de São Paulo, Brasil. Es van observar signes greus d’afectació local i sistèmica com necrosi, xoc circulatori, hemorràgia sistèmica espontània i insuficiència renal en pacients mossegats per exemplars de més de 50 cm. Els exemplars més petits eren més propensos a causar incoagulabilitat sanguínia. Catorze pacients van desenvolupar coagulopatia, sis tenien necrosi (provocant l’amputació en un dels quals) i cinc tenien abscés. Dos estaven en estat de xoc, mentre que quatre tenien insuficiència renal. Tres pacients de 3, 11 i 65 anys van morir a causa d'una insuficiència respiratòria i circulatòria, fins i tot amb grans dosis de tractament específic contra el verí en una unitat de cures intensives. L'autòpsia de dos pacients va mostrar necrosi tubular aguda, edema cerebral, rabdomiòlisi hemorràgica al lloc de la picada i coagulació intravascular disseminada. Un supervivent tenia insuficiència renal crònica, l’autòpsia de la qual presentava una necrosi bilateral cortical.
S'ha informat també d’hemorràgia cerebral i insuficiència renal en un home mossegat per un jove jararacussu. El valor de LD 50 és 0,14 mg / kg (injecció intravenosa), 4,92 mg / kg (injecció subcutània) i 2,73 mg / kg (injecció intraperitoneal), mentre que el rendiment del verí és de 1000 mg, suficient per matar 10.163 rates. Dues miotoxines amb estructura PLA2, BthTX-I i BthTX-II es van aïllar del verí de B. jararacussu BthTX-I, i induïen diversos efectes com edema, desgranulació dels mastòcits, bloqueig irreversible de la contracció muscular, trencament de liposomes i citotoxicitat. en cèl·lules musculars i endotelial, mentre que BthTX-II induí edema i migració de leucòcits.
El setembre de 2021 s'anuncià que investigadors brasilers haurien descobert una molècula en el verí de la Bothrops jararacussu que inhibiria la reproducció del coronavirus a les cèl·lules del mico en un 75%, un possible primer pas cap a un medicament per combatre el virus causant de la COVID-19. L'estudi científic es publicà a la revista científica Molecules, i el seu autor fou Rafael Guido, professor de la Universitat de Sao Paulo. La molècula seria un pèptid, o cadena d’aminoàcids, que es pot connectar a un enzim del coronavirus anomenat PLPro, i que és vital per a la reproducció del virus sense ferir altres cèl·lules. L'eficàcia, però no prové del verí en si sinó segons un comunicat de la Universitat Estatal de Sao Paulo (Unesp), que també va participar en la investigació, els investigadors avaluarien l'eficiència les diferents dosis de la molècula que sí que té efectes contra el coronavirus, i investigarien si és capaç d'evitar que el virus entrés a les cèl·lules.